# Władysław Nowakowski (major)
Władysław Nowakowski, ps. „Jeleń”, „Dziewulski”, „Serb”, „Żubr” (ur. 29 czerwca 1898 w majątku Podlesie, zm. 22 października 1964 w Chicago) – major Wojska Polskigo, uczestnik I wojny światowej i kampanii wrześniowej, w trakcie powstania warszawskiego dowódca Zgrupowania „Żubr”, a następnie 32 pułku piechoty Armii Krajowej.

## Życiorys
Urodził się 29 czerwca 1898 w Podlesiu, gm. Lelów, w rodzinie Jana i Stanisławy z Marcinkowskich. W 1910 ukończył ośmioklasowe Gimnazjum w Częstochowie. W czasie I wojny światowej był członkiem Polskiej Organizacji Wojskowej.
Od 1918 pełnił służbę w Wojsku Polskim. Porucznik piechoty ze starszeństwem z dniem 1 czerwca 1921. Służył m.in. jako adiutant 56 Pułku Piechoty. Po utworzeniu Korpusu Ochrony Pogranicza był dowódcą kompanii w 7 batalionie granicznym. W latach 30. służył w 30 pułku piechoty w Warszawie. 27 czerwca 1935 prezydent RP nadał mu stopień kapitana z dniem 1 stycznia 1935 i 28. lokatą w korpusie oficerów piechoty. Później, w tym samym stopniu i starszeństwie, został przeniesiony do korpusu oficerów uzbrojenia. W marcu 1939 pełnił służbę w Szkole Uzbrojenia w Warszawie na stanowisku instruktora i wykładowcy kompanii szkolnej rusznikarzy.
We wrześniu 1939 został mianowany szefem uzbrojenia 30 Poleskiej Dywizji Piechoty. Po kapitulacji Modlina ranny dostał się do niewoli, z której w 1941 udało mu się uciec. Po ucieczce działał w konspiracji - w NOW i NSZ, gdzie był dowódcą obwodu. W 1942 przeszedł do szeregów Armii Krajowej. Od 7 lipca 1943 pełnił funkcję komendanta Rejonu III Bielany Obwodu Żoliborz AK. W trakcie powstania warszawskiego dowodził Zgrupowaniem „Żubr”, zaś od 20 września był dowódcą 32 pp AK w ramach 8 Dywizji Piechoty AK im. Romualda Traugutta. 3 września został ranny. 28 września 1944 awansowany na majora ze starszeństwem z dniem 27 września 1944.
Od 30 września pozostawał w niewoli niemieckiej w obozach: Altengrabow Stalag XI A, Sandbostel Oflag X A. Znalazł się w grupie 29 oficerów (m.in. płk. Karola Ziemskiego „Wachnowskiego” ppłk. Mieczysława Niedzielskiego „Żywiciela”) oskarżonych o zamiar opanowania obozu. Przekazany Gestapo, został osadzony w obozie koncentracyjnym Neuengamme. Udało mu się uniknąć kary śmierci. Uwolniony został przez wojska brytyjskie 2 maja 1945. Po wyzwoleniu przebywał w Polskim Obozie Wojennym w Wentorf, nie został wcielony do PSZ. Napisał wspomnienia „Historia działań 32 pp AK „Żubry”.
Po wojnie pozostał na emigracji w Stanach Zjednoczonych w Chicago, gdzie pracował jako robotnik. Pochowany został na tamtejszym cmentarzu katolickim Saint Joseph Cemetery.
Był mężem Haliny z Kołomyjskich, lekarza. Ich syn Waldemar (ur. 1933), podczas powstania warszawskiego był łącznikiem ps. „Gacek”, w zgrupowaniu „Waligóra”.

## Ordery i odznaczenia
- Krzyż Srebrny Orderu Virtuti Militari nr 12280 – 30 września 1944[15]
- Krzyż Walecznych dwukrotnie – 1943 i 1944[16]
- Złoty Krzyż Zasługi z Mieczami[17]
- Srebrny Krzyż Zasługi – 29 października 1926 „za zasługi położone około zabezpieczenia granic Państwa”[18][19][6]